# 엔도리보뉴클레이스
엔도리보뉴클레이스(영어: endoribonuclease)는 엔도뉴클레이스인 리보뉴클레이스이다. 리보핵산내부가수분해효소(–核酸內部加水分解酵素)라고도 한다. 엔도리보뉴클레이스는 효소에 따라 단일 가닥 또는 이중 가닥 RNA를 절단하는 반응을 촉매한다. 예로는 리보뉴클레이스 III, 이자 리보뉴클레이스 패밀리, 리보뉴클레이스 T1, 리보뉴클레이스 T2, 리보뉴클레이스 H와 같은 단일 단백질과 리보뉴클레이스 P, RNA 유도 사일런싱 복합체와 같은 RNA와 단백질의 복합체가 있다. 또 다른 예로는 개구리(Xenopus, 손톱개구리속)에서 발견되는 엔도리보뉴클레이스 XendoU가 있다.

## 같이 보기
- 뉴클레이스 (핵산가수분해효소)
- 엔도뉴클레이스 (핵산내부가수분해효소)
- 리보뉴클레이스 (리보핵산가수분해효소)
- 엔도디옥시리보뉴클레이스 (디옥시리보핵산내부가수분해효소)